# Інкерман I
Інкерма́н I (Інкерман-Перший) — вузлова залізнична станція Кримської дирекції Придніпровської залізниці.
Розташована на лівому березі Чорної річки в центрі міста Інкерман Севастопольської міської ради Автономної Республіки Крим на перетині двох ліній Джанкой — Севастополь та Інкерман I — Комишева Бухта.
Від станції відгалужуються лінії:
- на Мекензієві Гори (відстань 11 км);
- на Комишеву Бухту (27 км);
- на Севастополь (8 км).

## Історія
Відкрита 1875 року під час прокладання Лозово-Севастопольської залізниці.
У 1972 році електрифікована постійним струмом (= 3 кВ) у складі дільниці Сімферополь — Севастополь.

## Пасажирське сполучення
На станції зупиняються приміські електропоїзди сполученням Сімферополь — Севастополь.